# Jeux mondiaux de la jeunesse de 1998
Ne doit pas être confondu avec Jeux olympiques de la jeunesse.
Les Jeux mondiaux de la jeunesse sont la première compétition multisports internationale de ce type à avoir été organisée. Près de 4 700 athlètes provenant de 131 pays ont pris part à la première et unique édition de cette compétition qui s'est tenue à Moscou en Russie du 11 au 19 juillet 1998.

## Organisation
C'est en octobre 1995 que Juan Antonio Samaranch, président du Comité international olympique (CIO), reçoit au siège de l'institution olympique à Lausanne une délégation de la ville de Moscou, qui se présente avec le projet d'organiser des Jeux olympiques pour les jeunes à grande échelle. Juan Antonio Samaranch approuve le projet et confirme son support et celui du CIO pour l'organisation de cette nouvelle compétition sportive internationale. Le nom de la compétition a été choisi parmi plusieurs propositions comme « Jeux olympiques de la jeunesse », « Jeux des espoirs olympiques » et « Jeux mondiaux de la jeunesse », qui fut la dénomination sélectionnée. Initialement prévue pour se dérouler tous les quatre ans comme les Jeux olympiques, aucune autre édition de cette compétition ne fut organisée. Les Jeux mondiaux de la jeunesse sont toutefois une des origines des Jeux olympiques de la jeunesse, dont la première édition s'est tenue à Singapour en 2010.

## Cérémonie d'ouverture
La cérémonie d'ouverture s'est tenue au Stade Loujniki. Trente-deux membres du CIO ainsi que son président, Juan Antonio Samaranch, quarante-trois présidents de comité national olympique, Boris Eltsine, alors président de la fédération de Russie, ainsi que le maire de l'époque de Moscou, Iouri Loujkov notamment étaient présents. Environ 80 000 spectateurs ont également assisté à la cérémonie.
Après qu'elle a été allumée sur la colline du Pnyx à Athènes le 23 juin 1998 et qu'elle a été portée par 5 000 jeunes lors d'un relais qui a traversé treize des régions russes, la flamme olympique termine son parcours dans l'enceinte de stade, où est allumée par la mascotte Micha la vasque olympique.
Iouri Loujkov et Juan Antonion Samaranch s'adressent aux spectateurs, avant que Boris Eltsine ne déclare les Jeux ouverts.

## Programme sportif
- Basket-Ball
- Lutte libre
- Lutte greco-romaine
- Volleyball
- Handball
- Gymnastique artistique
- Gymnastique rythmique
- Judo
- Athlétisme
- Natation
- Natation synchronisée
- Tennis
- Tennis de table
- Escrime
- Football